# إغناطيوس فيريرا
إغناطيوس فيريرا (بالإنجليزية: Ignatius Ferreira)‏ هو شخصية أعمال جنوب أفريقي، ولد في 3 نوفمبر 1853 في غراهامستاون ‏ في جنوب أفريقيا، وتوفي في 23 يوليو 1935 في جنوب أفريقيا.